# Dartagnan Batista Tubino
Dartagnan Baptista Tubino (? — ?) foi um político brasileiro.
Foi eleito  deputado estadual, à 22ª Legislatura da Assembleia Legislativa do Rio Grande do Sul, de 1893 a 1897.
Foi prefeito de Quaraí de 1896 a 1897